# Ian Stevenson
Ian Pretyman Stevenson (Montréal, 31 ottobre 1918 – Charlottesville, 8 febbraio 2007) è stato uno psichiatra canadese naturalizzato statunitense, conosciuto nell'ambito della parapsicologia per le sue tesi sulla reincarnazione in particolare per la sua idea che le emozioni, le memorie, le ferite del corpo possano essere trasferiti da una vita all'altra sotto forma di segni presenti alla nascita e ricordi innati..
I suoi studi sono giudicati non probanti dalla maggioranza della comunità scientifica in quanto svolti secondo i critici in modo inaccurato o non confacente al metodo scientifico.

## Biografia
Nato a Montreal e cresciuto a Ottawa, in Canada, suo padre era un giurista scozzese impiegato come corrispondente in Canada per il Times di Londra, mentre la madre era un'appassionata di teosofia con un'ampia libreria sull'argomento, dalla quale Stevenson attinge il suo primo interesse al mondo del paranormale.
Inizia a studiare medicina alla St. Andrews University dal 1937 al 1939, per completare poi gli studi in Canada a causa dell'inizio della seconda guerra mondiale. Si laurea alla McGill University con un B.S.c. (bachelor of science) nel 1942 e un dottorato in medicina nel 1943.
Al termine degli studi, le sue prime ricerche si concentrano sulla biochimica. Il suo primo impiego è al Royal Victoria Hospital di Montreal (1944–1945), ma, a causa di una ricorrente bronchite avuta sin da ragazzo, decide di spostarsi in Arizona per il clima più caldo, trovando lavoro presso il St. Joseph's Hospital di Phoenix (1945–1946). In seguito lavora presso la Alton Ochsner Medical Foundation di New Orleans, la Tulane University School of Medicine (1946–1947), il Cornell University Medical College e il New York Hospital (1947–1949). Diventa cittadino statunitense nel 1949.
Dal 1949 al 1957 insegna alla Louisiana State University School of Medicine divenendo gradualmente professore associato di psichiatria. Dal 1951 studia psicoanalisi al New Orleans Psychoanalytic Institute e al Washington Psychoanalytic Institute, laureandosi presso quest'ultimo nel 1958, un anno dopo essere divenuto capo del dipartimento di psichiatria dell'Università della Virginia.
Ha lavorato presso la University of Virginia School of Medicine per cinquant'anni. Fondatore e direttore della divisione dell'università sullo studio delle percezioni tra cui tutto ciò che riguardava il paranormale.
Ha analizzato circa trecento casi di bambini in tutto il mondo che affermavano di ricordare vite passate. La sua posizione era che alcune fobie, filie, inusuali capacità e malattie non potrebbero spiegarsi solo tramite l'ereditarietà o l'ambiente, suggerendo un terzo tipo di transfert senza però proporre che genere di processo interverrebbe.
Ha contribuito a fondare la Society for Scientific Exploration nel 1982. È stato autore di circa trecento articoli e 14 libri sulla reincarnazione tra cui: Twenty Cases Suggestive of Reincarnation (1966, trad. it. Reincarnazione: 20 casi a sostegno 2005, Armenia) e European Cases of the Reincarnation Type (2003). Il suo maggiore lavoro è stato il doppio volume Reincarnation and Biology: A Contribution to the Etiology of Birthmarks and Birth Defects uscito nel 1997 in cui analizza undici casi in cui i segni alla nascita sul bambino corrisponderebbero ad altrettante ferite mortali avvenute nella vita precedente che il bambino affermava di ricordare.
I suoi studi sono stati accolti in maniera discordante. Margalit Fox, giornalista del New York Times, afferma che Stevenson viene considerato dai suoi sostenitori come un genio incompreso, mentre la maggior parte degli scienziati ha semplicemente ignorato i suoi lavori considerandolo onesto ma ingenuo.
La sua vita e i suoi studi sono stati oggetto di due lavori favorevoli, Old Souls di Tom Shroder, giornalista del Washington Post e Life Before Life di Jim B. Tucker, psichiatra e suo collega all'Università della Virginia. Tra le critiche a lui rivolte sono da segnalare quelle mosse dal filosofo C. T. K. Chari e dal filosofo Paul Edwards. Secondo la loro opinione poteva essere stato ingannato dai bambini intervistati o dagli stessi traduttori locali mentre le domande poste da Stevenson erano allusive e suggerivano intrinsecamente la risposta, le conclusioni tratte da Stevenson erano inoltre viziate da bias di conferma.

## Opere
- (1960). Medical History-Taking. Paul B. Hoeber.
- (1966). Twenty Cases Suggestive of Reincarnation. University of Virginia Press. (riedita ampliata nel 1974)
- (1969). The Psychiatric Examination. Little, Brown.
- (1970). Telepathic Impressions: A Review and Report of 35 New Cases. University Press of Virginia.
- (1971). The Diagnostic Interview (2nd revised edition of Medical History-Taking). Harper & Row.
- (1974). Xenoglossy: A Review and Report of A Case. University of Virginia Press.
- (1975). Cases of the Reincarnation Type, Vol. I: Ten Cases in India. University of Virginia Press.
- (1978). Cases of the Reincarnation Type, Vol. II: Ten Cases in Sri Lanka. University of Virginia Press.
- (1980). Cases of the Reincarnation Type, Vol. III: Twelve Cases in Lebanon and Turkey. University of Virginia Press.
- (1983). Cases of the Reincarnation Type, Vol. IV: Twelve Cases in Thailand and Burma. University of Virginia Press.
- (1984). Unlearned Language: New Studies in Xenoglossy. University of Virginia Press.
- (1997). Reincarnation and Biology: A Contribution to the Etiology of Birthmarks and Birth Defects. Volume 1: Birthmarks. Volume 2: Birth Defects and Other Anomalies. Praeger Publishers.
- (1997). Where Reincarnation and Biology Intersect. Praeger Publishers (riassunto e non tecnica versione di Reincarnation and Biology).
- (2000). Children Who Remember Previous Lives: A Question of Reincarnation.
- (2003). European Cases of the Reincarnation Type. McFarland & Company.